# George Lane Taneyhill

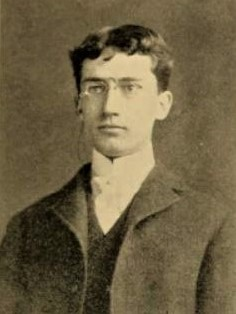
George Lane Taneyhill, Jr. im Jahrbuch der Johns Hopkins University 1899

George Lane Taneyhill, Jr. (* 21. März 1880 in Baltimore, Maryland; † 29. August 1954 in Sykesville, Maryland) war ein amerikanischer Neurologe, Psychiater und Psychoanalytiker. Er war Mitbegründer der American Psychoanalytic Association (APsaA) und deren Präsident im Jahre 1921. Taneyhill war der erste Dozent an der Johns Hopkins University Medical School in Baltimore, im Jahre 1914, der optional und erstmals an einer amerikanischen Hochschule einen Kurs in Psychoanalyse für Ärzte anbot.

## Leben und Wirken
Taneyhill, Jr. war der Sohn von George Lane Taneyhill, Sr. (1840–1919) einem Arzt aus Baltimore City, Maryland. Seine Mutter war Caroline Augusta, geborene McAllister.
Er erwarb im Jahre 1900 zunächst einen Abschluss eines Bachelor of Art und im Jahre 1904 seinen Medical Doctor (MD) an der Johns Hopkins University. Taneyhill war von 1905 bis 1909 Assistenzarzt in der Inneren Medizin und der Pädiatrie, sodann von 1909 bis 1914 ausbildender Arzt für Neurologie, von 1914 bis 1918 ausbildender Arzt für klinische Neurologie, von 1918 bis 1932 associate professor in Clinical Neurology und von 1932 bis 1935 associate professor in Neurologie an der Johns Hopkins Hospital and Medical School. Während des Ersten Weltkrieges diente er als First Lieutenant im Medical Reserve Corps.
Im Zweiten Weltkrieg war er Direktor der neuropsychiatrischen Abteilung einer „Neuropsychiatry Armed Forces Induction Stations, Rehabilitation Centers, and Combat Divisions“.
Er war nicht nur zusammen mit Ernest Jones, Adolf Meyer, James Jackson Putnam u. a. m. Gründungsmitglied der American Psychoanalytic Association (APsaA), deren Präsident er 1921 war, sondern auch Gründungsmitglied der ersten Washington-Baltimore Psychoanalytic Society, die im Jahre 1914 gegründet worden war. Diesem Vorläufer der Washington Psychoanalytic Society stand der Neurologe William Alanson White (1870–1937) als erster Vorsitzender vor.
Taneyhill war seit dem 25. März 1905 mit Ethel Cranston (* 1879) verheiratet.
Taneyhill starb am 29. August 1954 im Alter von 74 Jahren an den Folgen einer zerebrovaskulären Insuffizienz im Springfield State Hospital in Sykesville, Maryland.